# أنجيلا فيغيروا
أنجيلا فيغيروا (بالإسبانية: Ángela Figueroa) هي منافسة ألعاب القوى كولومبية، ولدت في 28 يونيو 1984 في بوغوتا في كولومبيا.

## وصلات خارجية
- أنجيلا فيغيروا على موقع الاتحاد الدولي لألعاب القوى (الإنجليزية)
- أنجيلا فيغيروا على موقع اللجنة الأولمبية الدولية (الإنجليزية)
- أنجيلا فيغيروا على موقع أوليمبيديا (الإنجليزية)